# Юнія Клавділла
Ю́нія Клавді́лла (лат. Iunia Claudilla, також лат. Iunia Claudia, нар. 17 — пом. 36) — перша дружина імператора Гая Цезаря Калігули.

## Життєпис
Походила з роду нобілів Юніїв. Донька Марка Юнія Сілана, консула-суфекта 15 року. У 33 році вийшла заміж за Гая Цезаря, майбутнього імператора Калігулу. Весілля відбулося у місті Анцій. У 36 році померла при пологах.